# جنگ‌جویان سامورایی ۵
جنگ‌جویان سامورایی ۵، که در ژاپن با نام Sengoku Musou 5 (戦国無双۵) شناخته می‌شود، یک بازی در سبک هک اند اسلش است، که توسط کویی تکمو ساخته و توسط اومگا فورس منتشر شده‌است. این بازی که در طی ارائه نینتندو دایرکت در ۱۷ فوریه ۲۰۲۱ معرفی شد و عنوان شد که این بازی یک «بازسازی» از این مجموعه است که دارای یک خط داستانی کاملاً جدید، شخصیت‌های از نو طراحی شده و یک نمایش بصری جدید است. بازی در ژوئن ۲۰۲۱ در ژاپن برای نینتندو سوئیچ، پلی‌استیشن ۴، اکس‌باکس وان منتشر شد و در ژوئیه ۲۰۲۱ در سراسر جهان برای همهٔ پلتفرم‌ها و برای رایانه‌های شخصی از طریق استیم منتشر شد.

## گیم پلی
مانند بازی های قبلی، این بازی یک هک اند اسلش است که در آن بازیکن در میدان نبرد با صدها سرباز دشمن روبرو می شود که هدف آن معمولاً شکست یک فرمانده دشمن است. این بازی دارای یک Hyper Attack جدید است که به بازیکن اجازه می‌دهد در حین حمله به دشمنان مسافت زیادی را طی کند و مهارت نهایی را تقویت می‌کند که بسته به نوع آن‌ها، می‌توان از آن برای ادامه ترکیب‌ها، بازسازی Musou Gauge، بیهوش کردن دشمنان یا برخورد رگبار استفاده کرد. از حملات.[5] این بازی از سبک هنری مشابه نقاشی سنتی ژاپنی استفاده می کند.

## داستان
داستان بازی در دوره سنگوکو قرار دارد و در مقایسه با بازی‌های قبلی محدود است. بازی بر رویدادهایی که منجر به حادثه معبد هوننو می‌شود تمرکز دارد و اودا نوبوناگا و آکچی میتسوهیده از چهره‌های برجسته داستان هستند.

## شخصیت‌ها
کل بازیگران شخصیت‌ها به‌طور گسترده‌ای از تجسم‌های قبلی بازطراحی شده‌اند (به استثنای تاکدا کاتسویوری، که طرح اصلی خود را از جنگ‌جویان سامورایی: سانادا مارو حفظ کرده‌است). تعداد کاراکترهای قابل بازی نیز در مقایسه با بازی اصلی قبلی، جنگجویان سامورایی ۴ (که دارای ۵۵ شخصیت قابل بازی بود) کاهش یافته‌است، با تنها ۳۷ شخصیت قابل بازی، ۲۱ شخصیت قدیمی و ۱۶ شخصیت جدید.
کل بازیگران شخصیت‌ها به‌طور گسترده‌ای از تجسم‌های قبلی بازطراحی شده‌اند (به استثنای Katsuyori Takeda، که طرح اصلی خود را از Samurai Warriors: Spirit of Sanada حفظ کرده است). تعداد کاراکترهای قابل بازی نیز در مقایسه با بازی اصلی قبلی، Samurai Warriors 4 (که دارای 55 شخصیت قابل بازی بود) کاهش یافته است، با تنها 37 شخصیت قابل بازی، 21 شخصیت بازگشتی و 16 شخصیت جدید (10 شخصیت از شخصیت‌های پشتیبانی هستند که شخصیت‌های پشتیبانی کننده هستند. به این معنی است که آنها در حالت داستانی قابل پخش نیستند، و حملات قدرت منحصر به فرد، و مهارت نهایی منحصر به فرد ندارند.[5][7]
- به کاراکترهای حمایتی اشاره دارد که در حالت داستانی قابل پخش نیستند و دارای حملات قدرت منحصر به فرد و مهارت نهایی منحصر به فرد نیستند.
  - شخصیت هایی با دو نسخه قابل بازی متشکل از همتایان جوانی و بالغ را نشان می دهد.

* نشان دهنده شخصیت‌های پشتیبانی است که در حالت داستانی قابل بازی نیستند.{{سخ}} ** شخصیت‌هایی با دو نسخه قابل بازی متشکل از همتایان Youth و Mature را نشان می‌دهد{{سخ}}
| جنگ‌جویان‌سامورایی۱ | جنگ‌جویان‌سامورایی۲ | جنگ‌جویان‌سامورایی۳ | جنگ‌جویان‌سامورایی۴   | جنگ‌جویان‌سامورایی۵    |
| ----------------- | ----------------- | ----------------- | ------------------- | -------------------- |
| هاتوری هانزو      | توکوگاوا ایه‌یاسو  | تاکه‌ناکا شیگه‌هارو | ماتسوناگا هیساهیده  | سایتو دوسان *        |
| تویوتومی هیده‌یوشی | شیباتا کاتسوایه   | کورودا یوشیتاکا   | تاکدا کاتسویوری *   | میتسوبوچی فوجی‌هیده * |
| اوئه‌سوگی کنشین    | آزای ناگاماسا     | موری موتوناری     | کوبایاکاوا تاکاکاگه | ناکامورا کازوجی      |
| سوزوکی ماگوایچی   | مائدا توشی‌ایه     |                   |                     | کوگا-ریو             |
| آکچی میتسوهیده ** |                   |                   |                     | کیکاوا موتوهارو *    |
| اودا نوبوناگا **  |                   |                   |                     | اوکابه موتونوبو *    |
| نوهیمه            |                   |                   |                     | اودا نوبویوکی *      |
| اوایچی            |                   |                   |                     | موموچی ساندایو       |
| تاکدا شینگن       |                   |                   |                     | تسوکی‌یاما-دونو       |
| هوندا تاداکاتسو   |                   |                   |                     | یاماناکا یوکیموری    |
| ایماگاوا یوشیموتو |                   |                   |                     | موری تروموتو *       |
|                   |                   |                   |                     | سایتو توشی‌میتسو      |
|                   |                   |                   |                     | یاسوکه               |
|                   |                   |                   |                     | آشیکاگا یوشی‌آکی *    |
|                   |                   |                   |                     | آساکورا یوشیکاگه *   |
|                   |                   |                   |                     | سایتو یوشیتاتسو *    |

## موسیقی
موسیقی بازی برخلاف ترکیب‌های موسیقی الکترونیک و سبک سنتی ژاپنی در بازی‌های قبلی، در این بازی تا حد زیادی موسیقی راک و ارکسترال جایگزین موسیقی الکترونیکی شده‌است، اما موسیقی سنتی ژاپنی کاملاً دست نخورده باقیمانده است.

## بازتاب‌ها
| گردآورنده | امتیاز                                         |
| --------- | ---------------------------------------------- |
| متاکریتیک | NS: 80/100 PC: 74/100 PS4: 75/100 XONE: 77/100 |

| ناشر                | امتیاز |
| ------------------- | ------ |
| فامیتسو             | 35/40  |
| آی‌جی‌ان              | 7/10   |
| نینتندو لایف        | [ ۱۳ ] |
| نینتندو ورلد ریپورت | 7/10   |
| پوش اسکوئر          | [ ۱۵ ] |
| شک‌نیوز              | 8/10   |

این بازی نقدهای مثبتی دریافت کرده‌است و به بالاترین امتیاز در این مجوعه کسب کرده‌است و فامیتسو امتیاز ۳۵ از ۴۰ را برای تمام نسخه‌های بازی می‌دهد. نسخه پلی‌استیشن۴ در هفته اول فروش خود در ژاپن ۵۵۶۷۵ نسخه فیزیکی به فروش رساند و دومین بازی خرده فروشی هفته در این کشور شد. نسخه نینتندو سوئیچ ۳۸۶۹۱ نسخه در همان هفته در ژاپن فروخت و سومین بازی خرده فروشی هفته این کشور شد.